# Umm Qasr
Umm Qasr (em árabe: أم قصر) é uma cidade portuária do Iraque, na província de Baçorá, na margem ocidental do estuário de Khawr'Abdallah, que liga ao golfo Pérsico. Está separada do Kuwait por um pequeno braço de mar.
Umm Qasr foi durante muito tempo um pequeno porto de pesca, até uma base naval aí ter sido estabelecida após a revolução iraquiana de 1958. Com equipamentos portuários modernos, Umm Qasr é também o único porto do Iraque com águas profundas.
Durante a Guerra Irão-Iraque (1980-1988), a sua importância foi enorme, porque o acesso a outros portos situados a leste esteve impedido por causa de combates. O porto de Umm Qasr foi ameaçado com o êxito da invasão iraniana e a ocupação da península de Fao em 1986. No entanto, Um Qasr nunca saiu de mãos iraquianas durante a Guerra Irão-Iraque.
Depois da Guerra do Golfo (1990,1991), durante a qual o porto foi bombardeado, o controlo do braço de mar que liga a Umm Qasr foi transferido para o Kuwait.

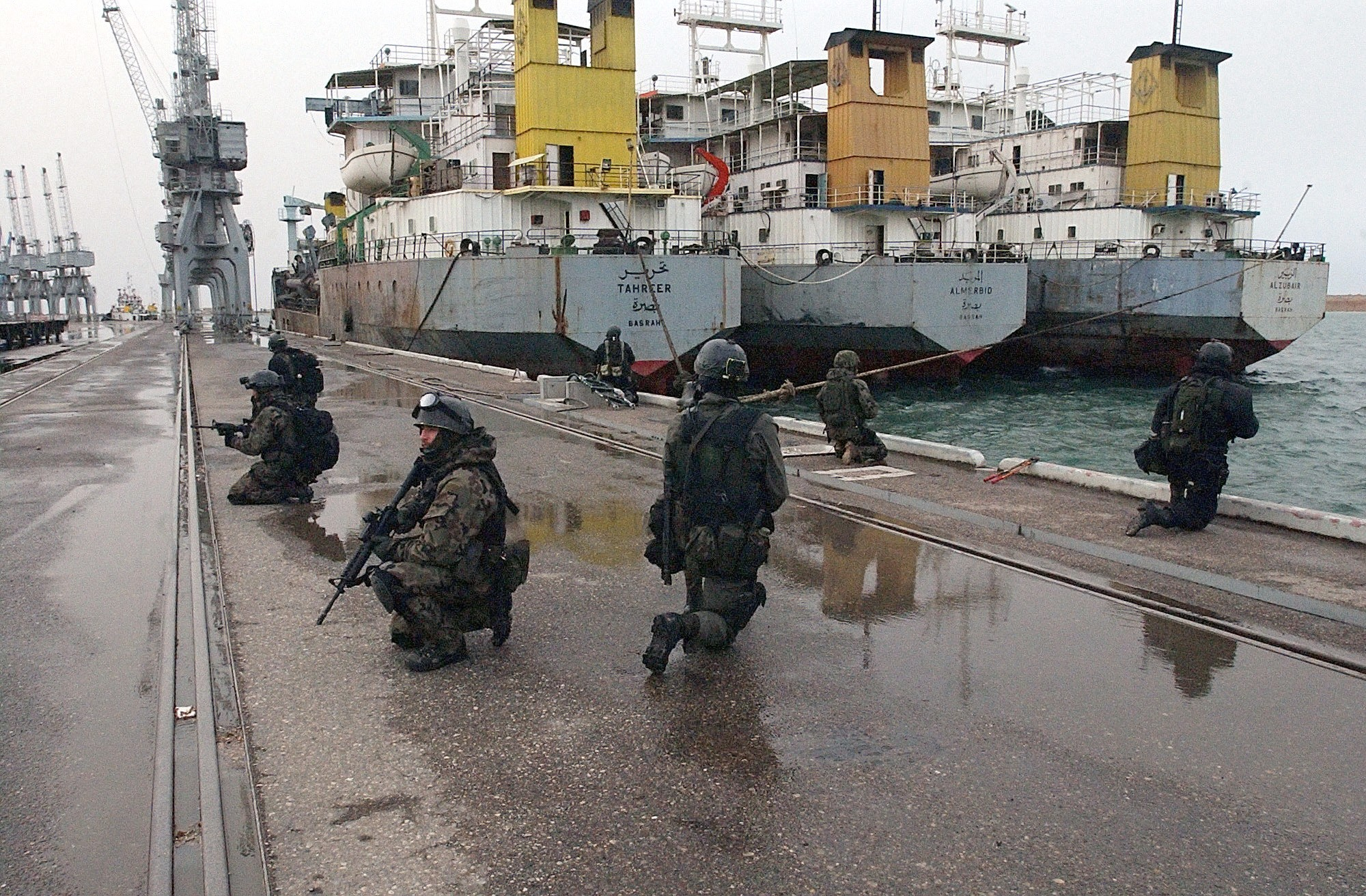
Os GROM (forças especiais da Polónia) no porto de Umm Qasr em 2003